# Friedrich von Aschoff
Friedrich Heinrich Aschoff, ab 1847 von Aschoff (* 23. Februar 1789 in Bielefeld; † 20. Juli 1854 in Rheinmetternich bei Koblenz) war ein preußischer Generalleutnant.

## Leben
Aschoff entstammte einer mindestens bereits im 15. Jahrhundert in Rheda erwähnten, später dort als Ratsherr und Bürgermeister dienenden Familie. Er war der Sohn des Hofrats und Apothekers in Bielefeld Heinrich Friedrich Adolf Aschoff († 1841) und dessen Ehefrau Wilhelmine, geborene Moeller († 1839).
Nachdem Aschoff drei Jahre lang das Gymnasium in Holzminden besucht hatte, trat er am 17. März 1804 als Gefreiterkorporal bei der Westfälischen Füsilier-Brigade in die Preußische Armee ein. Während der Schlacht bei Lübeck wurde Aschoff verwundet und am 16. September 1807 zum Sekondeleutnant befördert. Am 20. August 1808 folgte seine Versetzung in das Kolbergische Infanterie-Regiment Nr. 9. Zu Beginn der Befreiungskriege nahm er an der Schlacht bei Großgörschen teil und kam am 19. Juni 1813 in das 2. Garde-Regiment zu Fuß. Bei Bautzen wurde Aschoff verwundet, stieg am 16. August 1813 zum Premierleutnant auf und kämpfte in der Völkerschlacht bei Leipzig, wofür er das Eiserne Kreuz II. Klasse erhielt.
1815 wurde er Kapitän und 1816 bis 1820 dem 3. Jäger-Bataillon aggregiert. Nach weiteren Stationen unter anderem im 36. Infanterie-Regiment wurde Aschoff im Jahr 1842 Oberst. 1845 war er Inspekteur der Besatzungen der Bundesfestungen und 1847 wurde er zum Generalmajor befördert. In Anerkennung seiner Verdienste wurde er am 25. Mai 1847 in Potsdam als Generalmajor und Kommandeur der 6. Landwehr-Brigade in den preußischen Adelsstand erhoben. Nach der Märzrevolution machte ihn König Friedrich Wilhelm IV. vom 18. März bis 20. Juni 1848 zum Chef der Bürgerwehr, mit der er am 23. Mai 1848 an einer Huldigungsparade vor dem König teilnahm, und vom 11. April bis 14. Juli 1848 zum Stadtkommandanten von Berlin. In diesem Amt wurde Aschoff wegen seines rücksichtslosen Vorgehens gegen die Zivilbevölkerung mehrfach öffentlich kritisiert. 1852 wurde ihm der Abschied mit dem Charakter als Generalleutnant bewilligt.
Es gibt von ihm eine Lithografie des Berliner Künstlers Carl Wildt nach einer Zeichnung von Wilhelm Hensel.

## Familie
Aschoff heiratete 1825 in Hamm in Westfalen Sophie Schmits (1799–1867). Aus dieser Ehe ging mehrere Kinder hervor:  der spätere Generalmajor Hugo von Aschoff (1829–1906) (dessen Sohn wiederum war der Landrat des Landkreises Melsungen), Friedrich von Aschoff (1864–1955), ferner Friedrich Karl Heinrich (* 5. Dezember 1830; † 13. April 1899), preußischer Oberstleutnant, Ludwig Hermann Ulrich (* 6. Oktober 1836), der Eisenbahnbetriebskontrolleur wurde. Dazu hatte das Paar noch eine Tochter Marie Therese Luise Amalie (* 16. August 1832), die unverheiratet blieb.